# 萨菲尔·泰德尔
萨菲尔·斯里蒂·泰德尔（1992年1月12日—），是一名阿尔及利亚足球运动员，现效力蒙特利爾衝擊。

## 俱乐部生涯
泰德尔出生于法国卡斯特爾，父亲是突尼斯人，母亲是阿尔及利亚人，自幼在家乡球队卡斯特尔接受足球训练，2006年转投阿尔比青年队，2008年加入格勒诺布尔青训体系。
2010年，泰德尔被提升进入格勒诺布尔一线队。5月15日，他在法甲联赛格勒诺布尔和马赛的比赛上演职业生涯的首秀。 7月5日，他和格勒诺布尔签订足球生涯的第一份职业合同，合同期为三年。 2010/11赛季，他在法乙联赛出场25次，射进一球。
2011年夏季，格勒诺布尔由于财政问题被罚降级到第五级别联赛，泰德尔转会加盟意大利足球甲级联赛球队博洛尼亚。2012年1月16日，他在博洛尼亚1比1战平那不勒斯的比赛中第一次代表球队出场。一天后，尤文图斯宣布用的一半所有权和博洛尼亚交换泰德尔的一半所有权。 在2011/12赛季，他在意甲联赛得到14次出场机会。
2013年8月19日，国际米兰宣布以550万欧元外加迭戈·拉克索尔特的一半所有权买入泰德尔。 8月25日，他在国际米兰主场2比0击败热那亚的比赛第85分钟替补里卡多·阿尔瓦雷斯出场，上演在蓝黑军团的首秀。
2014年8月6日，国际米兰宣布泰德尔租借到英格兰足球超级联赛球队南安普顿一个赛季，以作为租借巴勃罗·奥斯瓦尔多的交换。 不过9月1日，南安普顿宣布提前终止泰德尔的租借合同，他回到意大利并立即被租借到另一支意甲球队萨索洛。 9月14日，他在萨索洛客场0比7不敌国际米兰的比赛下半场替补出场，首次为萨索洛登场。

## 国际比赛生涯
泰德尔曾入选法国各级别国家青年队，他可以选择为出生地法国国家足球队、父亲祖国突尼斯国家足球队或母亲祖国阿尔及利亚国家足球队出战，最终他在2013年选择阿尔及利亚。2013年3月26日，他在2014年世界盃外圍賽阿尔及利亚和贝宁的比赛中射进加盟国家队的首个进球，帮助球队3比1击败对手。

## 个人生活
萨菲尔·泰德尔的哥哥纳比尔·泰德尔也是一名足球运动员，他选择突尼斯足球队出战。